# Il cane con i capelli/Gheru Gheru
Il cane con i capelli/Gheru Gheru è il terzo singolo da solista di Enzo Jannacci, pubblicato dalla Dischi Ricordi nel dicembre 1961.
Entrambe le canzoni sono scritte da Jannacci sia per il testo che per la musica, e saranno inserite nel 1968 nell'album antologico Le canzoni di Enzo Jannacci.

## Tracce
- Il cane con i capelli
- Gheru Gheru